# Breznička, Poltár
Breznička este o comună slovacă, aflată în districtul Poltár din regiunea Banská Bystrica. Localitatea se află la altitudinea de 227 m deasupra n.m., se întinde pe o suprafață de 9,21 km2 și în 2017 număra 762 de locuitori.

## Istoric
Localitatea Breznička este atestată documentar din 1279.

## Demografie
| An:                | 1994 | 2004   | 2014   | 2024   |
| ------------------ | ---- | ------ | ------ | ------ |
| Număr de persoane: | 794  | 772    | 768    | 744    |
| Diferență:         |      | −2,77% | −0,51% | −3,12% |

| An:                | 2023 | 2024   |
| ------------------ | ---- | ------ |
| Număr de persoane: | 737  | 744    |
| Diferență:         |      | +0,94% |